# Monoclona abnormalis
Monoclona abnormalis är en tvåvingeart som beskrevs av Fisher 1939. Monoclona abnormalis ingår i släktet Monoclona och familjen svampmyggor.
Artens utbredningsområde är Costa Rica. Inga underarter finns listade i Catalogue of Life.